# 경안천 습지생태공원
경안천 생태습지공원은 경기도 광주시 퇴촌면 정지리에 있는 공원이다.

## 개요
1973년 팔당댐이 건설되면서 일대 농지와 저지대가 물에 잠긴 이후 자연적으로 습지로 변한 독특한 곳이다. 다양한 수생생물과 갖가지 철새와 텃새가 서식하게 되어 조류관찰과 자연학습의 장으로 이용되고 있다.

## 같이 보기
- 경안천